# Kungälv
Kungälv és una ciutat sueca de la regió de Gotalândia, província de Bohuslän, comtat de Västra Götaland i comuna de Kungälv, on és seu. Té 14,6 quilòmetres cuadrats i segons el cens de 2018, tenia 24.511 habitants. Es troba la Fortalesa de Bohus del segle xiv.